# Charles Portis
Charles McColl Portis (ur. 28 grudnia 1933 w El Dorado, zm. 17 lutego 2020 w Little Rock) – amerykański pisarz, autor westernów m.in. True Grit.

## Życiorys
Służył w piechocie morskiej w czasie wojny koreańskiej. W 1958 ukończył studia z zakresu dziennikarstwa na University of Arkansas. Pracował jako dziennikarz w „Arkansas Gazette” i następnie w „New York Herald Tribune” (m.in. jako dyrektor londyńskiego oddziału tej gazety). W połowie lat 60. zawodowo zajął się pisarstwem.
Pierwszą powieść zatytułowaną Norwood wydał w 1966. Pozycja ta, a także opublikowane dwa lata później True Grit, przyniosły mu uznanie i popularność. Obie książki zostały następnie sfilmowane. W 1970 nakręcono Norwood z Glenem Campbellem. W 1969 ukazało się wyreżyserowane przez Henry’ego Hathawaya Prawdziwe męstwo, w którym główną rolę zagrał John Wayne, zaś w 2010 film o takim samym tytule nakręcili Joel i Ethan Coenowie.

## Powieści
- 1966: Norwood
- 1968: True Grit (w języku polskim wydawane pod różnymi tytułami: Troje na prerii i Prawdziwe męstwo[5])
- 1979: The Dog of the South
- 1985: Masters of Atlantis
- 1991: Gringos